# Tarczobok żaglopłetwy
Tarczobok żaglopłetwy (Acanthicus adonis) – gatunek słodkowodnej ryby sumokształtnej z rodziny  zbrojnikowatych (Loricariidae).

## Występowanie
Występuje w dolnej części dorzecza rzeki Tocantins w Brazylii.

## Cechy morfologiczne
Górny i dolny płat płetwy ogonowej są nitkowato wyciągnięte. Prowadzi denny tryb życia. Dorasta do 50 cm długości. 

## Warunki w akwarium
Bywa hodowany w akwariach. Wymaga wody o temperaturze 23–27 °C i pH 6–7.